# 4-氟苯胺
4-氟苯胺是一种有机化合物，化学式为C6H4FNH2。它可由4-硝基氟苯在催化下由氢气还原得到。它和乙酸酐反应，可以得到N-(4-氟苯基)乙酰胺。它在甲苯中和二氧化锰回流反应，可以得到4,4'-二氟偶氮苯。